# Puskás Akadémia FC
A Puskás Akadémia FC (korábban Videoton-Puskás Akadémia) egy felcsúti székhelyű labdarúgóklub. Bár független egyesület, 2012-ig a Videoton második csapata volt. Először a 2013–2014-es szezonban szerepelt az NB I-ben, 2017 óta újra ebben a bajnokságban játszik.
Történetének eddigi legjobb eredménye két második hely a bajnokságban (2020–2021, 2024–2025) és egy a kupában is (2017–2018).

## A klub története
Puskás Ferenc 80. születésnapján (2007. április 1-jén) vette fel a felcsúti labdarúgó akadémia a legismertebb magyar nevét. Az Akadémia alapítója Orbán Viktor miniszterelnök. Az akadémia együttműködési megállapodást kötött a Videoton FC-vel, amelynek értelmében a Puskás Akadémia FC a Videoton FC-vel közös együttes, amely jogilag önálló, de a Videoton szakmai felügyelete alá tartozik.
A 2012–13-as másodosztályú nyugati csoportban első helyen végzett, így története során először feljutott az NB I-be. A 2015–16-os bajnokságban a 11., utolsó előtti helyen végzett és kiesett az NB II-be. A 2016–2017-es szezon végén megnyerte az NB II-t, és visszajutott az első osztályba. Addigi történetének legnagyobb sikerét a 2017–2018-as kupában érte el, ahol bejutott a döntőbe, és csak büntetőpárbajban maradt alul az Újpest FC-vel szemben. A 2019-2020-as idény végén a bajnokság harmadik helyén zárt a csapat és kiharcolta az Európa-liga selejtezőjében való indulás jogát. A PAFC 2020. augusztus 27-én játszotta története első nemzetközi kupamérkőzését, amelyen (koronavírus-fertőzések miatt erősen tartalékos kerettel felállva) idegenben 3–0-ra kikapott a svéd Hammarby IF csapatától. A 2020-2021-es szezon végén a magyar bajnokságban 2. helyen zárt a csapat. Az újonnan induló UEFA-konferencialiga selejtezőjében a finn Inter Turku ellen még továbbjutott a felcsúti csapat, azonban a 2. fordulóban a lett FK Riga kettős győzelemmel, 5–0-s összesítéssel búcsúztatta a Puskás Akadémiát.
A 2024-25-ös Konferenci ligában a rájátszásban csak büntetőkkel maradat alul és így nem jutott be a csoportkörbe az olasz Fiorentina ellen.
A 2024-2025-ös szezonban az utolsó fordulóig versenyben voltak a Ferencvárossal a bajnoki címért, azobna végül hárompont lemaradással újból a 2. helyen zártak az NBI-ben.

## Stadion
A terveket Makovecz Imre kezdte el, azonban 2011-es halála után Dobrosi Tamás fejezte be. Az UEFA 2-es kategóriába sorolta a 3500 fő befogadóképességű stadiont. A stadion alapvetően a Puskás Akadémia FC mérkőzéseire, valamint nemzetközi és válogatott ifjúsági tornákra készült. A kivitelezés 2012 áprilisában kezdődött.
A tulajdonos a Puskás Akadémiát működtető Felcsúti Utánpótlás Neveléséért Alapítvány. A stadion 3,8 milliárd forintból épült. Az összeg a TAO-programon (társasági adókedvezmény sporttámogatási rendszere) keresztül kapott 2,7 milliárd forintnyi támogatásból, önrészből, valamint magáncégek felajánlásaiból tevődött össze. A 2020/2021-es évadig összesen 34,3 milliárd forint TAO-pénzt kapott a felcsúti sportalapítvány.

## Statisztika

### Bajnoki eredmények ellenfelek szerint
Az alábbi táblázat a Puskás Akadémia első osztályú bajnoki eredményeit tartalmazza ellenfelek szerinti bontásban.
| #   | Csapat                | M   | GY  | D  | V   | G+ – G– | GK  | P   | Megjegyzések |
| --- | --------------------- | --- | --- | -- | --- | ------- | --- | --- | ------------ |
| 1.  | A Balmazújváros ellen | 3   | 2   | 1  | 0   | 7–4     | +3  | 7   |              |
| 2.  | A Békéscsaba ellen    | 3   | 0   | 0  | 3   | 2–5     | −3  | 0   |              |
| 3.  | A Budafok ellen       | 3   | 3   | 0  | 0   | 11–0    | +11 | 9   |              |
| 4.  | A Debrecen ellen      | 28  | 9   | 9  | 10  | 33–33   | 0   | 36  |              |
| 5.  | A Diósgyőr ellen      | 25  | 10  | 7  | 8   | 33–33   | 0   | 37  |              |
| 6.  | A Dunaújváros ellen   | 2   | 2   | 0  | 0   | 6–4     | +2  | 6   |              |
| 7.  | A Fehérvár ellen      | 31  | 8   | 11 | 12  | 33–43   | −10 | 35  |              |
| 8.  | A Ferencváros ellen   | 32  | 8   | 13 | 11  | 36–47   | −11 | 37  |              |
| 9.  | A Gyirmót ellen       | 3   | 2   | 1  | 0   | 5–1     | +4  | 7   |              |
| 10. | A Győr ellen          | 7   | 2   | 1  | 4   | 6–10    | −4  | 7   |              |
| 11. | A Haladás ellen       | 13  | 3   | 2  | 8   | 17–23   | −6  | 11  |              |
| 12. | A Honvéd ellen        | 25  | 8   | 6  | 11  | 26–37   | −11 | 30  |              |
| 13. | A Kaposvár ellen      | 5   | 3   | 2  | 0   | 7–3     | +4  | 11  |              |
| 14. | A Kazincbarcika ellen | 1   | 1   | 0  | 0   | 2–1     | +1  | 3   |              |
| 15. | A Kecskemét ellen     | 13  | 7   | 3  | 3   | 25–17   | +8  | 24  |              |
| 16. | A Kisvárda ellen      | 19  | 7   | 7  | 5   | 22–18   | +4  | 28  |              |
| 17. | A Mezőkövesd ellen    | 23  | 13  | 4  | 6   | 31–15   | +16 | 43  |              |
| 18. | Az MTK ellen          | 22  | 10  | 3  | 9   | 34–24   | +10 | 33  |              |
| 19. | A Nyíregyháza ellen   | 6   | 5   | 0  | 1   | 13–5    | +8  | 15  |              |
| 20. | A Paks ellen          | 31  | 13  | 4  | 14  | 53–60   | −7  | 43  |              |
| 21. | A Pápa ellen          | 4   | 3   | 1  | 0   | 6–1     | +5  | 10  |              |
| 22. | A Pécs ellen          | 4   | 2   | 2  | 0   | 6–4     | +2  | 8   |              |
| 23. | Az Újpest ellen       | 31  | 15  | 9  | 7   | 59–48   | +11 | 54  |              |
| 24. | A Vasas ellen         | 9   | 3   | 4  | 2   | 11–10   | +1  | 13  |              |
| 25. | A Zalaegerszeg ellen  | 18  | 6   | 4  | 8   | 20–25   | −5  | 22  |              |
| -.  | Összesen              | 361 | 145 | 94 | 122 | 504–471 | +33 | 529 |              |

### Bajnoki eredmények edzők szerint
Az alábbi táblázat a Puskás Akadémia első osztályú bajnoki eredményeit tartalmazza vezetőedzők szerinti bontásban.
| #  | Csapat           | M   | GY  | D  | V   | G+ – G– | GK  | P   | Megjegyzések |
| -- | ---------------- | --- | --- | -- | --- | ------- | --- | --- | ------------ |
| 1. | Hornyák Zsolt    | 202 | 98  | 54 | 50  | 321–238 | +83 | 348 |              |
| 2. | Benczés Miklós   | 77  | 23  | 15 | 39  | 90–115  | −25 | 84  |              |
| 3. | Pintér Attila    | 33  | 11  | 10 | 12  | 41–46   | −5  | 43  |              |
| 4. | Robert Jarni     | 30  | 5   | 10 | 15  | 32–49   | −17 | 25  |              |
| 5. | Komjáti András   | 7   | 3   | 4  | 0   | 8–4     | +4  | 13  |              |
| 6. | Radoki János     | 9   | 3   | 0  | 6   | 9–17    | −8  | 9   |              |
| 7. | Szijjártó István | 3   | 2   | 0  | 1   | 3–2     | +1  | 6   |              |
| -. | Összesen         | 361 | 145 | 94 | 122 | 504–471 | +33 | 529 |              |

Utolsó elszámolt mérkőzés napja: 2025. augusztus 16.
Forrás: MLSZ-adatbank

## Sikerek
- NB I
  - Ezüstérmes: 2020–2021,[20] 2024–2025
  - Bronzérmes: 2019–2020,[21] 2021–2022, 2023–2024
- Magyar Kupa
  - Ezüstérmes: 2017–2018[3]
- NB II
  - Bajnok: 2016–2017[22]

## NB I-es szezonjai
| Év        | Helyezés        | Edző (mérkőzések száma)                                   |
| --------- | --------------- | --------------------------------------------------------- |
| 2013–2014 | 14. hely        | Benczés Miklós (30)                                       |
| 2014–2015 | 10. hely        | Benczés Miklós (30)                                       |
| 2015–2016 | 11. hely        | Robert Jarni (30), Szijjártó István (3)                   |
| 2017–2018 | 6. hely         | Pintér Attila (33)                                        |
| 2018–2019 | 7. hely         | Benczés Miklós (17), Radoki János (9), Komjáti András (7) |
| 2019–2020 | 3. hely         | Hornyák Zsolt (33)                                        |
| 2020–2021 | 2. hely         | Hornyák Zsolt (33)                                        |
| 2021–2022 | 3. hely         | Hornyák Zsolt (33)                                        |
| 2022–2023 | 4. hely         | Hornyák Zsolt (33)                                        |
| 2023–2024 | 3. hely         | Hornyák Zsolt (33)                                        |
| 2024–2025 | 2. hely         | Hornyák Zsolt (33)                                        |
| 2025–2026 | folyamatban...' | Hornyák Zsolt (?)                                         |

## Nemzetközi szereplés
- Az eredmények a Puskás Akadémia szempontjából értendők.
- (o): Otthon/pályaválasztóként játszott mérkőzés
- (i): Idegenben/vendégként játszott mérkőzés

Európa-liga
| Szezon    | Forduló         | Ellenfél | 1. mérk. | 2. mérk. | Össz. |
| --------- | --------------- | -------- | -------- | -------- | ----- |
| 2020–2021 | 1. selejtezőkör | Hammarby | 0–3 (i)  |          | 0–3   |

Konferencia Liga
| Szezon    | Forduló         | Ellenfél             | 1. mérk. | 2. mérk. | Össz.        |
| --------- | --------------- | -------------------- | -------- | -------- | ------------ |
| 2021–2022 | 1. selejtezőkör | Inter Turku          | 1–1 (i)  | 2–0 (o)  | 3–1          |
| 2021–2022 | 2. selejtezőkör | RFS                  | 0–3 (i)  | 0–2 (o)  | 0–5          |
| 2022–2023 | 2. selejtezőkör | Vitória de Guimarães | 0–3 (i)  | 0–0 (o)  | 0–3          |
| 2024–2025 | 2. selejtezőkör | Dnyipro–1            | 3–0      | 3–0      | 6–0          |
| 2024–2025 | 3. selejtezőkör | Ararat-Armenia       | 1-0 (i)  | 3-3(o)   | 4-3          |
| 2024–2025 | Rájátszás       | Fiorentina           | 3-3(i)   | 1-1(o)   | 4–4 t. (5-4) |

1. ↑  Az UEFA 2020. június 17-i döntése alapján a Covid19-pandémia miatt a selejtező során valamennyi fordulóban egy mérkőzés döntött a továbbjutásról, a pályaválasztóról sorsolás döntött.[23][24]
2. 1 2 3  A Dnyipro–1 csapata csődöt jelentett, az UEFA a mérkőzéseket 3–0-s megállapított eredménnyel a Puskás Akadémia javára írta.[25]

## A Puskás Akadémia nemzetközi együtthatója
| Szezon  | UEFA-együttható |
| 2020–21 | 1000            |
| 2021–22 | 2500            |
| 2022–23 | 4000            |
| 2023–24 | 4000            |
| 2024–25 | 6500            |

## Játékoskeret
Utolsó módosítás: 2024. február 16.
A vastaggal jelzett játékosok felnőtt válogatottsággal rendelkeznek.
A dőlttel jelzett játékosok kölcsönben szerepelnek a klubnál.
*A második csapatban is pályára lépő játékos.
**Kooperációs szerződéssel a Csákvár csapatában is pályára lépő játékos.
Az érték oszlopban szereplő , , és = jelek azt mutatják, hogy a Transfermarkt legutóbbi adatfrissítése előtti állapothoz képest mennyit nőtt, csökkent a játékos értéke, vagy ha nem változott, akkor azt az = jel mutatja.
| Mezszám                | Név                      | Nemzetiség         | Születési hely        | Születési idő (kor)            | Korábbi csapat                 | Érték (€)            | Szerződés lejárta |
| Kapusok                | Kapusok                  | Kapusok            | Kapusok               | Kapusok                        | Kapusok                        | Kapusok              | Kapusok           |
| ---------------------- | ------------------------ | ------------------ | --------------------- | ------------------------------ | ------------------------------ | -------------------- | ----------------- |
| 24                     | Markek Tamás             | magyar             | Nagykanizsa           | 1991. augusztus 30. (33 éves)  | Aqvital FC Csákvár             | 300 000 (=)          | 2025.06.30.       |
| 72                     | Lehoczki Bendegúz*       | magyar             | Békéscsaba            | 2006. december 28. (18 éves)   | Utánpótlásból került fel       | –                    | Nem publikus      |
| 91                     | Pécsi Ármin**            | magyar             | Hainburg an der Donau | 2005. február 24. (20 éves)    | Utánpótlásból került fel       | 100 000 ( 50 000)    | 2025.06.30.       |
| Védők                  |                          |                    |                       |                                |                                |                      |                   |
| 76                     | Pál Barna                | magyar             |                       | 2007. február 11.              | Utánpótlásból került fel       | -                    | Nem publikus      |
| 5                      | Batik Bence              | magyar             | Szeged                | 1993. november 8. (31 éves)    | Budapest Honvéd FC             | 450 000 ( 50 000)    | 2025.06.30.       |
| 13                     | Nathaniel Noel**         | Kanada             | Toronto               | 2004. január 14. (21 éves)     | Pro Stars FC                   | 50 000 (=)           | Nem publikus      |
| 14                     | Wojciech Golla           | lengyel            | Złotów                | 1992. január 12. (33 éves)     | WKS Śląsk Wrocław              | 400 000 (=)          | 2025.06.30.       |
| 17                     | Patrizio Stronati        | cseh · ITA         | Opava                 | 1994. november 17. (30 éves)   | FC Baník Ostrava               | 900 000 ( 50 000)    | 2025.06.30.       |
| 22                     | Szolnoki Roland          | magyar             | Mór                   | 1992. január 21. (33 éves)     | Fehérvár FC                    | 300 000 (=)          | 2024.06.30.       |
| 23                     | Quentin Maceiras         | Svájc · spanyol    | Sion                  | 1995. október 10. (29 éves)    | BSC Young Boys                 | 500 000 (=)          | 2025.06.30.       |
| 25                     | Nagy Zsolt               | magyar             | Székesfehérvár        | 1993. május 25. (29 éves)      | Fehérvár FC II                 | 600 000 (=)          | 2025.06.30.       |
| 26                     | Umathum Ádám*            | magyar             | Mosonmagyaróvár       | 2006. április 8. (19 éves)     | Utánpótlásból került fel       | 25 000 ( 25 000)     | Nem publikus      |
| 31                     | Bévárdi Zsombor          | magyar             | Siófok                | 1999. január 30. (26 éves)     | Debreceni VSC                  | 200 000 ( 25 000)    | 2026.06.30.       |
| 33                     | Brandon Ormonde-Ottewill | angol              | Sutton                | 1995. december 21. (29 éves)   | SBV Excelsior                  | 500 000 ( 100 000)   | 2024.06.30.       |
| 66                     | Markgráf Ákos*           | magyar             | Budapest              | 2005. június 30. (20 éves)     | Utánpótlásból került fel       | –                    | Nem publikus      |
| Középpályások          |                          |                    |                       |                                |                                |                      |                   |
| 73                     | Dusinszki Szabolcs       | magyar             | Székelyudvarhely      | 2005. augusztus 6. (18 éves)   | Utánpótlásból került fel       | -                    | Nem publikus      |
| 8                      | Kern Martin*             | magyar             | Szeged                | 2006. március 23. (19 éves)    | Utánpótlásból került fel       | 250 000 (=)          | Nem publikus      |
| 15                     | Jakub Plšek              | cseh               | Jasenná               | 1993. december 13. (31 éves)   | SK Sigma Olomouc               | 500 000 (=)          | 2025.06.30.       |
| 16                     | Urho Nissilä             | finn               | Kuopio                | 1996. április 4. (29 éves)     | Kuopion PS                     | 400 000 ( 100 000)   | 2025.06.30.       |
| 18                     | Marius Corbu             | román · magyar     | Magyarcsügés          | 2002. május 7. (23 éves)       | FK Csíkszereda                 | 1 000 000 ( 150 000) | 2024.06.30.       |
| 19                     | Artem Favorov            | ukrán              | Kijev                 | 1994. március 19. (31 éves)    | Desna Chernigiv                | 800 000 (=)          | 2025.06.30.       |
| 88                     | Vékony Bence*            | magyar             | Nagykanizsa           | 2006. november 12. (18 éves)   | Utánpótlásból került fel       | –                    | Nem publikus      |
| Támadók                |                          |                    |                       |                                |                                |                      |                   |
| 7                      | Komáromi György          | magyar             | Szolnok               | 2002. január 19. (23 éves)     | Utánpótlásból került fel       | 300 000 ( 50 000)    | 2026.06.30.       |
| 9                      | Lamin Colley             | gambia · angol     | Banjul                | 1993. július 5. (32 éves)      | FC Koper                       | 400 000 (=)          | 2024.06.30.       |
| 10                     | Jonathan Levi            | svéd · ITA         | Glumslöv              | 1996. január 23. (29 éves)     | IFK Norrköping                 | 1 500 000 ( 200 000) | 2025.06.30.       |
| 11                     | Luciano Slagveer         | suriname · holland | Rotterdam             | 1993. október 5. (31 éves)     | FC Emmen                       | 250 000 ( 75 000)    | 2024.06.30.       |
| 20                     | Mikael Soisalo           | finn               | Helsinki              | 1998. április 24. (27 éves)    | Riga FC                        | 350 000 (=)          | 2025.06.30.       |
| 21                     | Jakov Puljić             | CRO                | Vinkovce              | 1993. augusztus 4. (32 éves)   | SSA Jagiellonia Białystok      | 250 000 ( 125 000)   | 2025.06.30.       |
| 42                     | Mondovics Kevin*         | magyar             | Győr                  | 2007. március 14. (18 éves)    | Utánpótlásból került fel       | –                    | Nem publikus      |
| Kölcsönadott játékosok |                          |                    |                       |                                |                                |                      |                   |
| Név                    | Poszt                    | Nemzetiség         | Születési hely        | Születési idő (kor)            | Kölcsönben itt                 | Érték (€)            | Kölcsön lejárta   |
| Tóth Balázs            | kapus                    | magyar             | Kazincbarcika         | 1997. szeptember 4. (27 éves)  | Fehérvár FC                    | 450 000 ( 50 000)    | 2024.06.30.       |
| Auerbach Martin        | kapus                    | magyar             | Tatabánya             | 2002. november 3. (22 éves)    | Mosonmagyaróvári TE            | 150 000 (=)          | 2024.06.30.       |
| Körmendi Kevin         | védő                     | magyar             | Zalaegerszeg          | 2001. június 30. (24 éves)     | Kisvárda FC                    | 150 000 (=)          | 2024.06.30.       |
| Babós Levente          | védő                     | magyar             | Szeged                | 2004. január 16. (21 éves)     | Aqvital FC Csákvár             | 50 000 (=)           | 2024.06.30.       |
| Farkas Bendegúz        | védő                     | magyar             | Budapest              | 2004. augusztus 5. (21 éves)   | Nyíregyháza Spartacus FC       | 125 000 ( 50 000)    | 2024.06.30.       |
| Artem Nahirnij         | védő                     | ukrán · magyar     | Khrystynivka          | 2003. július 10. (22 éves)     | Aqvital FC Csákvár             | 50 000 ( 50 000)     | 2024.06.30.       |
| Radics Márton          | középpályás              | magyar             | Győr                  | 2001. december 2. (23 éves)    | Szeged-Csanád Grosics Akadémia | 200 000 ( 50 000)    | 2024.06.30.       |
| Major Marcell          | középpályás              | magyar             | Nyíregyháza           | 2005. március 17. (20 éves)    | Aqvital FC Csákvár             | 75 000 ( 25 000)     | 2024.06.30.       |
| Bakti Balázs           | középpályás              | magyar             | Budapest              | 2004. december 31. (20 éves)   | Vasas FC                       | 150 000 (=)          | 2024.06.30.       |
| Kocsis Dominik         | középpályás              | magyar             | Mór                   | 2004. február 21. (21 éves)    | Tiszakécskei LC                | 50 000 (=)           | 2024.06.30.       |
| Ganbold Ganbajar       | középpályás              | mongol             | Sükhbaatar            | 2000. szeptember 3. (24 éves)  | Komáromi FC                    | 125 000 (=)          | 2024.06.30.       |
| Dusinszki Szabolcs     | középpályás              | magyar · román     | Székelyudvarhely      | 2005. augusztus 6. (20 éves)   | Aqvital FC Csákvár             | 100 000 (=)          | 2024.06.30.       |
| Ominger Gergő          | középpályás              | magyar             | Győr                  | 2002. szeptember 25. (22 éves) | Aqvital FC Csákvár             | 100 000 (=)          | 2024.06.30.       |
| Posztobányi Patrik     | középpályás              | magyar             | Budapest              | 2002. július 29. (23 éves)     | BFC Siófok                     | 100 000 ( 50 000)    | 2024.06.30.       |
| Mim Gergely            | támadó                   | magyar             | Pécs                  | 1999. június 7. (26 éves)      | Zalaegerszegi TE FC            | 300 000 ( 75 000)    | 2024.06.30.       |
| Tamás Nándor           | támadó                   | román · magyar     | Kézdivásárhely        | 2000. október 24. (24 éves)    | Aqvital FC Csákvár             | 75 000 ( 25 000)     | 2024.06.30.       |
| Kicsun Jevhenyij       | támadó                   | ukrán · magyar     | Ungvár                | 2004. szeptember 16. (20 éves) | Gyirmót FC Győr                | 50 000 (=)           | 2024.06.30.       |
| Oleh Jablonszkij       | támadó                   | ukrán              | Ukrajna, ?            | 2005. augusztus 9. (20 éves)   | Aqvital FC Csákvár             | 25 000 ( 25 000)     | 2024.06.30.       |

## Vezetőség és szakmai stáb
2023. július 3-án lett frissítve.
| Vezetőség                                         | Vezetőség             | Szakmai stáb NB I   | Szakmai stáb NB I     | Szakmai stáb NB III | Szakmai stáb NB III |
| ------------------------------------------------- | --------------------- | ------------------- | --------------------- | ------------------- | ------------------- |
| Alapító                                           | Orbán Viktor          | Vezetőedző          | Hornyák Zsolt         | Vezetőedző          | Vanczák Vilmos      |
| Kuratórium                                        | Mészáros Lőrinc       | Másodedző           | Stanislav Macek       | Másodedző           | Szemerédy Koppány   |
| Kuratórium                                        | Harangozó László      | Másodedző           | Polonkai Attila       | Erőnléti edző       | Ország Péter        |
| Kuratórium                                        | Oláh János            | Kapusedző           | Balajcza Szabolcs     | Technikai vezető    | Gáspár Máté         |
| Felügyelőbizottság                                | Jakab János           | Erőnléti edző       | Egon Kunzmann         | Videóelemző         | Kovács Tamás        |
| Felügyelőbizottság                                | Mészáros János        | Technikai vezető    | Pető Zoltán           | Kapusedző           | Molnár Péter        |
| Felügyelőbizottság                                | Szabó Lajos           | Csapatorvos         | Dr. Abkarovits Géza   | Gyógytornász        | Farkas Dániel       |
| Szakmai tanácsadó                                 | Dr. Csabai József     | Fizioterapeuta      | Sörös Kata            | Masszőr             | Hoffer Dávid        |
| Szakmai tanácsadó                                 | Tóth-Zele József      | Rehabilitációs edző | Purger Szilárd        |                     |                     |
| Tulajdonosi tanácsadó                             | Komjáti András        | Mentális tréner     | Dr. Michal Kopcan     |                     |                     |
| Klubigazgató                                      | Tóth Balázs           | Technikai munkatárs | Hegedűs Béla          |                     |                     |
| Akadémiaigazgató                                  | Tóth Balázs           | Játékosmegfigyelő   | Nagy Gábor            |                     |                     |
| Tájékoztatásért és megjelenésért felelős igazgató | Istenes László        | Videóelemző         | Macsicza Dávid        |                     |                     |
| Gazdasági igazgató                                | Hamar Attila Albertné | Masszőr             | Hajnal Imre           |                     |                     |
| Műszaki igazgató                                  | Mészáros László       | Masszőr             | Hoffer Dávid          |                     |                     |
| Kollégium és Gimnázium igazgató                   | Kiss Zoltán           | Masszőr             | Kiss István           |                     |                     |
| Jogi képviselő                                    | Dr. Vörös József      | Szertáros           | Héring Erzsébet       |                     |                     |
| Ügyvezető-helyettes                               | Bolla Krisztián       | Szertáros           | Weizengruber Istvánné |                     |                     |

## Jelentős játékosok
* a félkövérrel írt játékosok rendelkeznek felnőtt válogatottsággal.
| - Liridon Latifi - Kamen Hadzsiev - Bacsana Arabuli - Antonio Perošević - Ivor Horvat - Patrick Mevoungou - Wojciech Golla - Antonio Taylor | - Alexandru Băluță - Francisco Gallardo - Branislav Danilović - Ľuboš Hajdúch - Dejan Trajkovski - Ganbold Ganbajar - Balogh Balázs - Batik Bence | - Czvitkovics Péter - Fiola Attila - Forró Gyula - Gyömbér Gábor - Heffler Tibor - Kiss Tamás - Kleinheisler László | - Márkvárt Dávid - Nagy Zsolt - Polonkai Attila - Poór Patrik - Sallai Roland - Sándor György - Szakály Péter | - Szélesi Zoltán - Szolnoki Roland - Tóth Balázs - Tóth Bence - Vanczák Vilmos - Vaskó Tamás - Zsidai László |

## A klub eddigi edzői
- Varga István 2009–2010
- Hartyáni Gábor 2010–2012
- Benczés Miklós 2012–2015
- Robert Jarni 2015–2016
- Szijjártó István 2016
- Vincze István 2016
- Pintér Attila 2016–2018
- Benczés Miklós 2018
- Radoki János 2018–2019
- Hornyák Zsolt 2019–